# Горрити, Хуана Мануэла
Хуана Мануэла Горрити (исп. Juana Manuela Gorriti; 15 июня 1818, Росарио де ла Фронтера, Соединённые провинции Южной Америки — 6 ноября 1892, Буэнос-Айрес, Аргентина) — аргентинская и перуанская писательница, журналистка. Первая леди Боливии (1848—1855).

## Биография

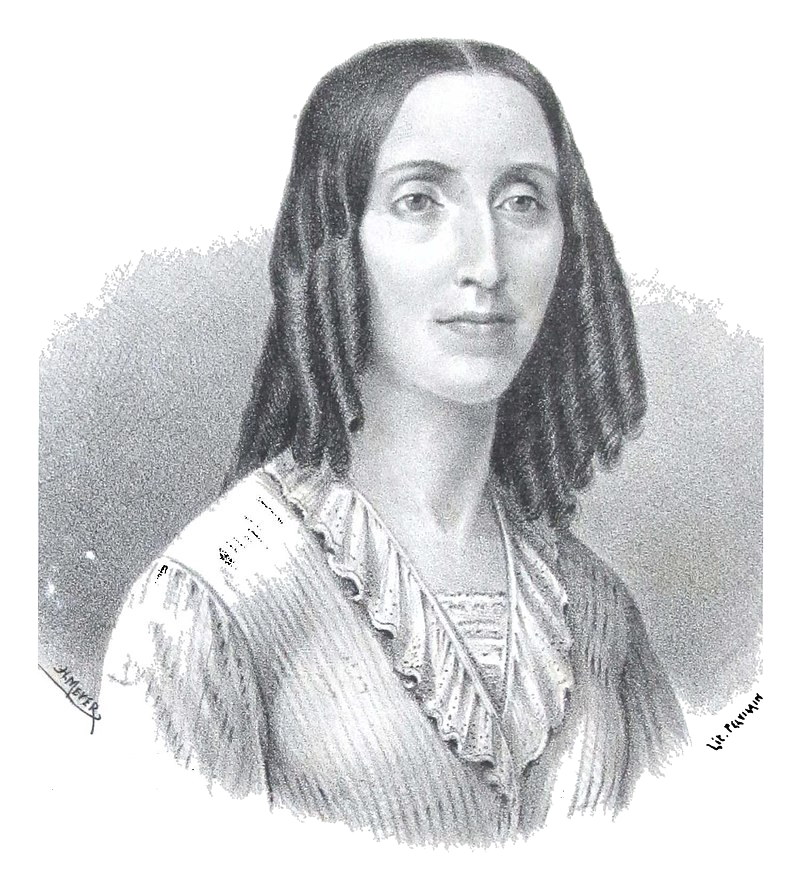
Хуана Мануэла Горрити в молодости

Родилась в семье богатого землевладельца, государственного и общественного деятеля, губернатора Хосе Игнасио де Горрити. С 1831 года вместе с семьей жила в изгнании в Боливии, бедствовала. Там познакомилась со своим будущим мужем в то время был капитаном боливийской армии, будущим президентом Боливии Мануэлем Исидоро Бельсу в 1848—1855 годах.
Училась в монастыре монахинь, переехала в Ла-Пас, где в 15-летнем возрасте вышла замуж за Мануэля Исидоро Бельсу. У пары было трое детей.
Х. Горрити переехала из Боливии в Перу, где занялась литературной деятельностью. Учительствовала, основала школу. В Лиме, где она жила, стала известной, влиятельной журналисткой. Печаталась в престижной газете El Comercio, Revista de Lima.
Была активной феминисткой, что отражалось во многих её журнальных статьях. В своих публикациях призывала и вдохновляла женщин брать на себя современные гендерные роли, которые были более распространены в Европе и Северной Америке. Хотела, чтобы женщины встали и были услышаны, получили образование и не боялись идти против устаревших норм.
Ей приписывают создание в начале XIX века блюда Сальтенья.

## Творчество
Автор ряда романов и сборников рассказов.

## Избранные произведения

### Романы
- El pozo de Yocci (1869)
- Oasis en la Vida (1888)
- La tierra natal (1889)
- Álbum de un peregrino
- La Quena.

### Сборники рассказов
- Sueños y realidades (1865)
- Panoramas de la vida (1876)
- Misceláneas (1878)
- El mundo de los recuerdos (1886)

Похоронена на кладбище Реколета в Буэнос-Айресе.

## Память
- Имя писательницы носит ряд школ в Аргентине.